# Теличье
Теличье — село в Ливенском районе Орловской области России. 
Входит в Речицкое сельское поселение в рамках организации местного самоуправления и в Речицкий сельсовет в рамках административно-территориального устройства.

## География
Расположено на реке Быстрая Сосна, в 10 км к западу от райцентра, города Ливны, и в 114 км к юго-востоку от центра города Орёл.

## Население
| 2002 | 2010 |
| ---- | ---- |
| 338  | ↘300 |

Согласно результатам переписи 2002 года, в национальной структуре населения русские составляли 98 % от жителей.